# زكية المريني
زكية المريني هي أستاذة جامعية وسياسية ونائبة برلمانية مغربية وُلدت في مدينة مراكش في المغرب، وكانت رئيسة لمجلس مقاطعة جليز، وهي رئيسة جمعية النخيل للمرأة والطفل التي يقع مقرها في مقاطعة جليز بمدينة مراكش، ورئيسة المعهد المغربي للتنمية المحلية.

## دراستها
تخرجت زكية المريني في قسم الجيولوجيا بكلية العلوم، ثُم حصلت على درجة الدكتوراة من إحدى الجامعات الفرنسية في علم الأرض وبالتحديد في موضوع تأريخ الأحجار الباطنية وهي الرسالة التي نالت عنها جائزة علمية من المركز الفرنسي للأبحاث في عام 1986 مما مكنها من إقامة مختبرا خاصًا لأبحاثها بكلية العلوم في مراكش.

## مسيرتها المهنية
عُيّنت زكية المريني في مجال التدريس بالجامعة بكلية العلوم بعد تخرجها وحصولها على درجة الدكتوراة، وترشحت في عام 2003 في الانتخابات التشريعية المغربية لعام 2003 كمرشحة لحزب الاتحاد الاشتراكي للقوات الشعبية عن دائرة جليز، إلا أن التوفيق لم يُحالفها في الوصول إلى البرلمات حتى عام 2016، حين أنتخبت زكية المريني كعضو في البرلمان المغربي في الانتخابات التشريعية المغربية لعام 2016 وحتى عام 2021 عن الدائرة الانتخابية الوطنية الجزء الأول المخصص للنساء كممثلة لحزب الأصالة والمعاصرة، وضمن الكتلة البرلمانية لنفس الحزب، وشغلت منصب رئيسة لجنة الداخلية والجماعات الترابية والسكنى وسياسة المدينة بمجلس النواب المغربي بدءًا من بداية ولايتها التشريعية في عام 2016 وحتى 22 أبريل عام 2019. كانت زكية المريني رئيسة لمجلس مقاطعة جليز، ورئيسة لجمعية النخيل للمرأة والطفل التي يقع مقرها في مقاطعة جليز بمدينة مراكش، ورئيسة المعهد المغربي للتنمية المحلية، كما أصبحت وكيلة للائحة حزب التقدم والاشتراكية بعدما انسحبت من حزب الأصالة والمعاصرة وانضمت لحزب الكتاب في يونيو عام 2021.

## الأنشطة
ساهمت زكية المريني في تأسيس جمعية اتحاد العمل النسائي في عام 1987، ونظمت العديد من الورشات التكوينية التي ساهمت في تشجيع النساء المغربيات على المُشاركة في الجمعيات والمحلية قبل أن تؤسس في عام 1997 جمعية النخيل للمرأة والطفل في مراكش، كما شاركت في تأسيس الجمعية المغربية للمنتخبة المحلية بمراكش في يونيو من عام 2007.